# Ajnácska
Az Ajnácska az egykori Gömör vármegyei Ajnácskő várának nevéből származó újabb kori névalkotás a várról szóló rege alapján. A név előtagja ótörök eredetű lehet, jelentése: kacér nő.

## Rokon nevek
Hajnácska

## Gyakorisága
Az 1990-es években szórványosan fordult elő. A 2000-es és a 2010-es években sem szerepelt a 100 leggyakrabban adott női név között.
A teljes népességre vonatkozóan az Ajnácska sem a 2000-es, sem a 2010-es években nem szerepelt a 100 leggyakrabban viselt női név között.

## Névnapok
április 25.
november 15.